# Cabo Quelidônia

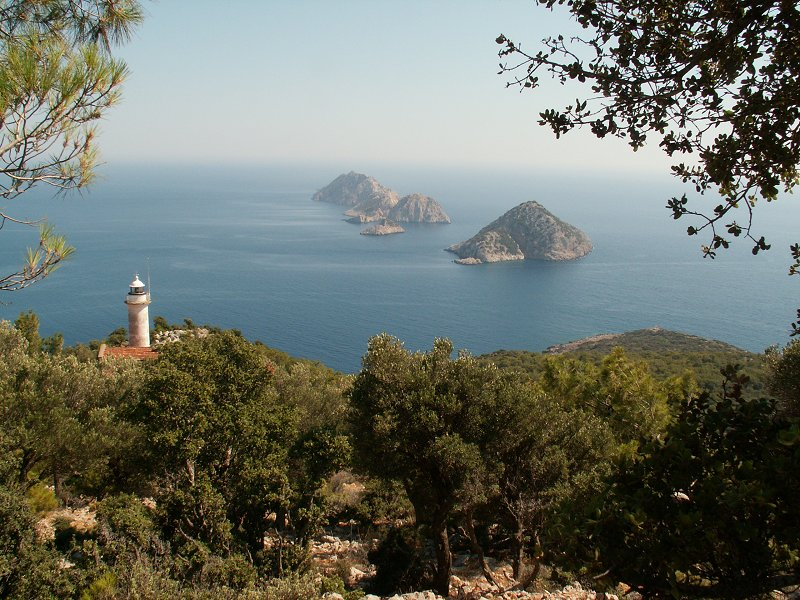
Farol na costa do Cabo Quelidônia.

Cabo Quelidônia (em turco:  Gelidonya Burnu ou Taşlık Burnu, do em grego:  Χελιδωνία - Chelidonia), perto de Finike, Turquia, é o local de um antigo naufrágio da Idade do Bronze (c. 1200 a.C.). Tendo em vista a natureza da carga e sua composições, os arqueólogos propuseram uma origem levantina. Os restos do navio estavam a uma profundidade de 27 metros, sobre um fundo de rochas irregulares. Ele foi localizado em 1954 e a escavação começou em 1960, liderada por Peter Throckmorton,  George F. Bass e Frédéric Dumas. Entre os artefatos recuperados estão cerâmicas micenas, lascas de cobre, barras de estanho e pesos de balança.

## História
O fotojornalista Peter Throckmorton, de Nova Iorque, chegou ao local em meados da década de 50 após uma controversa campanha na qual ele analisava a Guerra da Argélia do ponto de vista dos rebeldes argelinos contra as tropas coloniais francesas, que levaria levar a uma suposta altercação entre ele e outro membro do time, Claude Duthuit, que estava lutando com os franceses. Throckmorton chegou na pequena cidade de Bodrum, no sudoeste da Turquia, construída sobre a antiga cidade de Halicarnasso e onde estão as ruínas de uma das maravilhas do mundo antigo, o Mausoléu de Halicarnasso. Ele então ficou sabendo que uma estátua de bronze do deus grego Deméter foi recuperada por pescadores e deixada numa praia. Porém, quando ele chegou ao local, a estátua já havia sido levada e seria posteriormente encontrada no museu de Izmir, ao norte de Bodrum.
Throckmorton acabou conhecendo o capitão Kemal, do navio de pesca de esponjas "Mandlinci". O capitão contou a Throckmorton que ele conhecia diversos sítios antigos no fundo do mar e de um que ele planejava dinamitar no ano seguinte. Throckmorton implorou para que ele preservasse o local e o convenceu a desenhar um mapa, supostamente num guardanapo. Ele retornaria em 1958 sob a égide do Clube dos Exploradores e acompanhado do cineasta Stan Waterman entre outras pessoas. Eles visitaram diversos sítios arqueológicos submersos e finalmente chegaram ao Cabo Quelidônio, onde passaram a maior parte do tempo tentando identificar o sítio. Finalmente, no último dia, eles o localizaram num das ilhotas na costa do Cabo.
Ele convenceu o Museu de Arqueologia e Antropologia da Universidade da Pensilvânia a financiar a escavação do sítio. Na época, o jovem arqueologista George Bass estava trabalhando em sua tese para o PhD na Universidade e foi enviado para supervisionar a escavação. Ele retornou em 1960 e completou a primeira escavação arqueológica de um naufrágio inteiramente submersa. Na época, era também o mais antigo naufrágio conhecido e só foi superado pela descoberta do Naufrágio de Uluburun no início dos anos oitenta. Este foi também um dos projetos que levaram ao desenvolvimento do campo da arqueologia náutica, juntamente com a escavação dos barcos viquingues de Skuldelev em Roskilde em 1962 e a descoberta e recuperação do navio de guerra sueco Vasa em 1961.